# Li Fanghui
Li Fanghui (Harbin, 18 marzo 2003) è una sciatrice freestyle cinese, specializzata nell’halfpipe.

## Biografia
Attiva in gare FIS dal 2016 e specializzata nell’halfpipe, Li ha esordito in Coppa del Mondo il 4 febbraio 2017, venendo squalificata nella gara vinta dalla francese Marie Martinod. Il 20 dicembre 2018 ha ottenuto il suo primo podio nel massimo circuito, concludendo 3ª a Secret Garden nella gara vinta dalla connazionale Zhang Kexin. Nella stagione 2024-2025 ha vinto la Coppa del Mondo di halfpipe, a pari merito con la britannica Zoe Atkin e ha vinto la medaglia d'argento nell'halfpipe ai Mondiali di Engadina 2025.

## Palmarès

### Mondiali
- 1 medaglia:
  - 1 argento (halfpipe a Engadina 2025)

### Winter X Games
- 1 medaglia:
  - 1 argento (superpipe ad Aspen 2025)

### Coppa del Mondo
- Vincitrice della Coppa del Mondo di halfpipe nel 2025
- 5 podi:
  - 1 vittoria
  - 2 secondi posti
  - 2 terzi posti

#### Coppa del Mondo - vittorie
| Data             | Luogo   | Paese  | Disciplina |
| ---------------- | ------- | ------ | ---------- |
| 15 febbraio 2025 | Calgary | Canada | HP         |

Legenda:

HP = Halfpipe